# 拉莫三嗪
拉莫三嗪（INN:lamotrigine，/ləˈmoʊtrɪˌdʒiːn/ luh-MOH-trih-jeen），簡稱LTG）。葛蘭素史克註冊的商品名稱為Lamictal，在南非稱作Lamictal 、以色列稱作Lamogine、中国大陆称作利必通、台灣稱作樂命達、南韓則稱作라믹탈。是一種用於治療癲癇和穩定罹患雙相障礙個體情緒的藥物。對於癲癇，包括局部性發作、全身強直陣攣發作以及雷諾克斯-加斯托症候群引起的。在雙相障礙方面，拉莫三嗪尚未顯示能可靠治療任何群體（嚴重憂鬱症患者除外）的急性憂鬱症，但對於目前沒有症狀的雙相障礙患者，它似乎能降低未來憂鬱發作的風險。拉莫三嗪也常規外用（仿單標示外使用）於治療單極性憂鬱症（重性抑郁障碍）和人格解體-現實解體障礙。
使用後常見的副作用有噁心、嗜睡、頭痛、嘔吐、肢體協調困難和皮疹。嚴重的副作用有紅血球過度分解（溶血性貧血）、自殺風險升高、嚴重皮膚反應（史蒂芬斯－強森症候群）和過敏反應，這些反應有致命的可能。拉莫三嗪是一種苯基三嗪，使其在化學結構上與其他抗癲癇藥物不同。其作用機制尚未被完全了解，但它似乎通過抑制神經元中電壓敏感性鈉離子通道和電壓門控鈣離子通道來抑制興奮性神經傳導物質的釋放。
拉莫三嗪最早於1991年在愛爾蘭上市，並於1994年在美國獲准用於醫療用途。它已名列世界衛生組織基本藥物標準清單之中。在2022年，此藥物是美國最常開立處方的情緒穩定劑，在最常開立的處方藥中排名第58位，處方箋的累積數量超過1,100萬張。

## 醫療用途

### 癲癇
拉莫三嗪被認為是原發性全身強直陣攣發作（包括單純部分性發作、複雜部分性發作和繼發性全身性發作，如局灶性起始強直陣攣性發作）的一線藥物。它也用作部分性發作（如失神性發作、肌陣攣性發作和失張力性發作）的替代或是輔助藥物。

#### 雷諾克斯-加斯托症候群
拉莫三嗪是少數幾種獲得美國食品藥物管理局（FDA）批准用於治療雷諾克斯-加斯托症候群（LGS）這種癲癇形式的療法之一。它能減少LGS發作的頻率，並且是已知兩種能減輕跌倒性發作嚴重程度的藥物之一。拉莫三嗪常與丙戊酸鹽聯合使用，但會增加拉莫三嗪引起的嚴重皮膚反應 - 史蒂芬斯－強森症候群的風險，並且由於這些藥物之間的交互作用，劑量因而需降低。

### 雙相障礙
拉莫三嗪在美國獲准用於雙相障礙I型和雙相障礙II型的維持治療。抗癲癇藥物卡馬西平和丙戊酸鹽主要用於穩定情緒，而拉莫三嗪僅在預防或降低雙相障礙復發性憂鬱發作的風險方面顯示出療效。該藥物似乎對目前雙相障礙的快速循環型、急性躁狂或急性憂鬱症的治療無效。研究顯示，拉莫三嗪與治療雙相障礙的標準藥物鋰鹽一樣有效。
於2013發表年的一篇綜述，作者於結論中認為當憂鬱症狀明顯時，建議將拉莫三嗪用於雙相障礙的維持治療，並需要更多關於其在治療急性雙相憂鬱症和單極性憂鬱症中作用的研究。沒任何資訊可推薦其用於治療其他精神疾病。

### 思覺失調症（精神分裂症）
單獨使用拉莫三嗪對思覺失調症沒顯著療效。然而，多篇文獻和教科書指出，拉莫三嗪可加入氯氮平中作為增強療法，用於治療對氯氮平部分或無反應的思覺失調症患者。患者在正性、負性和情感症狀方面都有統計學上的顯著改善。拉莫三嗪與氯氮平以外的其他抗精神病藥物（如奧氮平、利培酮、氟哌啶醇、佐克羅噴噻醇等）比較，並無統計學上的顯著療效。

### 其他用途
常規外使用，以治療包括重度憂鬱症、周邊神經病變、三叉神經痛、叢集性頭痛、偏頭痛、視雪症，以及減輕任何原因引起的神经性疼痛，然而一項在2013年進行的系統性回顧，於總結中指出，設計良好的臨床試驗並未顯示拉莫三嗪對治療神經性疼痛有益。常規外的使用有用來治療難治性強迫症、人格解體-現實解體障礙、致幻劑持續性知覺障礙、情感思覺失調症和邊緣型人格障礙症。尚未證明其對創傷後壓力症候群有療效

## 副作用
如果出現皮疹、發燒和疲勞等副作用，表示情況非常嚴重，因為它們可能預示著史蒂芬斯－強森症候群、藥物超敏反應症候群（DRESS）、中毒性表皮壞死鬆解症（TEN）或是無菌性腦膜炎的初期。
拉莫三嗪的處方資訊帶有黑框警告，提示可能發生危及生命的皮膚反應，包括史蒂芬斯－強森症候群、藥物超敏反應症候群以及中毒性表皮壞死鬆解症。製造商指出，幾乎所有此類病例都發生在治療的前兩到八週內。
其他副作用有脫髮、失去平衡感或協調能力、複視、斜視、瞳孔縮小、視力模糊、頭暈和缺乏協調、嗜睡、失眠、焦慮、生動的夢境或惡夢、口乾、口腔潰瘍、記憶問題、情緒波動、搔癢、流鼻水、咳嗽、噁心、消化不良、腹痛、體重減輕、月經不來或經痛，以及陰道炎。不同患者群體的副作用情況有所不同。總體而言，男性、女性、老年人、兒童和不同種族群體在治療中出現的不良反應相似。
拉莫三嗪與白血球計數降低（白血球減少症）有關。在對健康受試者進行的完整QT間期（TQT）研究中，拉莫三嗪不會延遲QT間期/矯正後QT間期。
在服用抗精神病藥物的人群中，曾有報告指出拉莫三嗪可能誘發抗精神病藥物惡性症候群（neuroleptic malignant syndrome）。

### 女性
女性比男性更可能出現副作用。

### 其他類型的影響
拉莫三嗪會與含有黑色素的組織結合，例如眼睛的虹膜或富含黑色素的皮膚。這種結合的長期後果尚未被充分了解。

## 藥理學

### 作用機制
拉莫三嗪屬於鈉離子通道阻斷劑類的抗癲癇藥物。這可能抑制中樞神經系統中兩種主要的興奮性神經遞質 - 麩胺酸和天門冬胺酸的釋放。
拉莫三嗪更廣泛的活性基礎尚未被充分了解，但可能與該藥物對電壓門控鈣離子通道的作用有關。
它以下列半數抑制濃度（IC50 value）拮抗這些受體：
- 5-HT3，IC50 = 18 微摩爾 (μM)
- σ受體，IC50 = 145 微摩爾 (μM)

### 藥物動力學
拉莫三嗪的藥物代謝動力學遵循速率方程，其生物半衰期為29小時，分佈容積為1.36升/公斤。口服後，拉莫三嗪能迅速且完全被吸收。其絕對生物利用度為98%，血漿藥物濃度峰值 (Cmax) 出現在1.4至4.8小時之間。
拉莫三嗪的藥物交互作用較許多抗癲癇藥物為少，但與卡馬西平、苯妥英和其他肝酶誘導藥物的藥物動力學交互作用可能會縮短其生物半衰期。劑量的調整應根據臨床反應進行，但監測有助於評估患者的用藥依從性。

## 化學性質
惠康基金會在1980年提出的一份專利文件中首次揭露拉莫三嗪的合成過程。2,3-二氯苯甲酰氯與氰化亞銅反應生成酰基氰化物。然後將其與氨基胍的硝酸鹽反應生成中間體，該中間體環化形成藥物產品的二氨基三嗪。

## 歷史
- 1980 年 - 惠康基金會首次提交專利申請。[50]
- 1990年 - 拉莫三嗪在愛爾蘭獲准用於治療癲癇。[11]
- 1991年 - 拉莫三嗪在英國被用作抗癲癇藥物。[53]
- 1994年 - 拉莫三嗪在美國獲准用於醫療用途。[6][12]

之後陸續獲准用於不同癲癇相關適應症的治療。

## 社會與文化

### 品牌名稱
拉莫三嗪以原廠品牌名稱Lamictal銷售，並且在全球以許多不同的通用名藥物（學名藥）品牌上市。

## 2021年提出監管建議
FDA於2021年3月發佈警告，指出拉莫三嗪對於存在先前結構性或傳導性心臟缺陷的人群，可能會引起心律不整。此項警告在專業社群內引起驚愕和爭議。
一項根據2023年3月發表的FDA不良事件報告系統進行的分析顯示，拉莫三嗪與心臟驟停信號有關，但與心跳過速、心跳過緩或其臨床表現（如昏厥）無關。

## 研究
雖然拉莫三嗪已被用於治療嬰兒的癲癇發作，但截至2023年，針對其在此年齡組中的有效性僅在一項研究中進行過評估。在此年齡組中，不良反應很少嚴重到需要停藥的程度，然而，其在減少癲癇發作方面的有效性尚無定論。